# 叛艦喋血記 (1962年電影)
《叛艦喋血記》（英語：Mutiny on the Bounty）是一部1962年上映的米高梅拍攝的電影，由導演劉易斯·邁爾斯通執導，馬龍·白蘭度、特雷弗·霍華德、李察·哈里斯主演。電影改編自小說，在當年的奥斯卡金像奖得到七項提名。這個故事多次被搬上熒幕，除了1962年的這次外，另有1916、1933以及1935以及1984年的版本。電影講述有關英國皇家海軍的真實的叛變事件。

## 劇情
1787年，一艘英國皇家海軍的驅逐艦從朴茨茅斯開往塔希提島，它的任務是去那裏裝載麵包果。這些麵包果是準備給西印度群島的奴隸們吃的，因為這種食物非常廉價。這艘船的船長，因為不近人情過於嚴格等原因而招致許多手下厭惡。相反，他的大副似乎是公平待人的領導。在執行任務期間，兩人的關係不斷惡化。不過，當船隻停靠在塔希提島時他們的關係有所緩解，大副大部分時間都待在岸上，甚至還迎娶了一位當地的姑娘。不過，回程的時候二者之間終於爆發了衝突並最終升級為了兵變。最後，大副把船長和他的支持者們送到了救生艇上，流放在海上。而船長最後竟然遇上了另一艘軍艦，並最終找回了自己的船將叛變者們帶回了英國。

## 演員
- 馬龍白蘭度 飾演 中尉弗萊徹·克里斯蒂安
- 特雷弗·霍華德 飾演 上尉威廉·布萊
- 理查德·哈里斯 飾演 海員約翰·米爾斯
- 休格·里菲斯 飾演 海員亞歷山大·史密斯
- 理查德·海頓 飾演 園藝學家威廉·布朗
- Tarita Teriipaia 飾演 公主Maimiti
- 珀西·赫伯特 飾演 海員馬修公擔
- 鄧肯·拉蒙特 飾演 約翰·威廉姆斯
- 戈登·傑克遜 飾演 海員愛德華·伯基特
- 芯片拉弗蒂 飾演 海員邁克爾·伯恩
- 諾埃爾·賽爾 飾演 舵手威廉·麥科伊
- 阿什利·考恩 飾演 塞繆爾·麥克
- 埃迪·伯恩 飾演 傅蘭雅（帆船大師）
- 蒂姆·西利 飾演 愛德華·「內德」·楊（海軍官校學生）
- 弗蘭克·斯維雅 飾演 Minarii
- 亨利·丹尼爾 飾演 英國首席軍事法庭上將 （未公認）

## 評價
影片獲得大多數的負評，其中以攻擊白蘭度的表現為多，認為這個角色並不適合他來演出。

### 票房表現
鑑於電影的預算不斷膨脹，儘管單從帳面來看是當年第6最賣座的電影，影片票房並不理想，相對於高昂的投資國內只收1368萬美元。